# Astronom (Vermeer)
Astronom (nizozemsko De astronoom) je slika, ki jo je približno leta 1668 dokončal nizozemski slikar zlate dobe Jan Vermeer. Narejena je v olju na platnu z dimenzijami 51 cm × 45 cm.

## Opis
Portreti znanstvenikov so bili priljubljena tema nizozemskega slikarstva 17. stoletja in Vermeerjev opus vključuje tako tega astronoma kot nekoliko poznejšega Geografa. Oba naj bi upodabljala istega človeka, morda Antonieja van Leeuwenhoeka. Študija iz leta 2017 je pokazala, da je platno za obe deli izdelano iz istega materiala, kar potrjuje njuno tesno povezavo.
Slika prikazuje astronoma, ki gleda v globus. Astronomov poklic prikazujeta nebesni globus (verzija Jodocusa Hondiusa) in knjiga na mizi, izdaja Adriaana Metiusa Institutiones Astronomicae Geographicae iz leta 1621. Simbolično je knjiga odprta za III. knjigo, del, ki astronomu svetuje, naj išče »navdih od Boga«, slika na steni pa prikazuje Najdbo Mojzesa – »In Mojzes se je izobrazil v vsej egipčanski modrosti in bil silen v besedah in dejanjih.«).Apd 7,22

## Izvor
Izvor Astronoma je mogoče izslediti do 27. aprila 1713, ko je bil prodan na rotterdamski razprodaji neznanemu zbiratelju (morda Adriaenu Paetsu] ali njegovemu očetu iz Rotterdama) skupaj z Geografom. Domnevni kupec je bil Hendrik Sorgh, čigar prodaja nepremičnine, ki je potekala v Amsterdamu 28. marca 1720, je vključevala tako Astronoma kot Geografa, ki sta bila opisana kot Een Astrolog: door Vermeer van Delft, extra puyk ('Astrolog, delo Vermeerja iz Delfta, vrhunsko«) in Een weerga, van ditto, niet minder (»Podobno enako, nič manj«).
Med letoma 1881 in 1888 jo je pariški trgovec z umetninami Léon Gauchez prodal bankirju in zbiratelju umetnin Alphonsu Jamesu de Rothschildu, po smrti katerega jo je podedoval njegov sin Édouard Alphonse James de Rothschild. 
Po invaziji nemške vojske na Francijo leta 194031 so nacisti prek Einsatzstab Reichsleiter Rosenberg ('Interventna ekipa Reichsleiterja [Alfreda] Rosenberga') sistematično plenili judovsko lastnino. Zbirka umetniških del Édouarda de Rothschilda je bila še posebej tarča in novembra 1940 je bil oropan 5003 kosov, ki so jo sestavljali, in so jih Rosenbergove službe popisale s skoraj obsesivno skrbnostjo. Med mnogimi mojstrovinami je bil tudi Astronom, ki si ga je Hitler zaželel precej pred začetkom vojne in je bil takrat na hrbtni strani označen z majhno svastiko s črnim črnilom. Takoj po zasegu je Rosenberg poslal zmagoslavno sporočilo Hitlerjevim službam, da bi objavil novico, »ki ga bo, verjamem, povzročila neizmerno veselje.«
Slika je bila po vojni leta 1945 vrnjena Rothschildom, leta 1983 pa jo je pridobila francoska država kot darilo za plačilo davkov na dediščino in nato od leta 1983 razstavljena v Louvru.

## Srečanje obeh slik ob občasnih razstavah
Astronom in Geograf sta bila združena na razstavi, najprej v muzeju Louvre v Parizu od 22. januarja do 16. marca 1997, nato v Städelmuseumu v Frankfurtu na Majni od 15. maja do 13. julija 1997. Sliki sta bili ponovno predstavljen med razstavo v muzeju Louvre od 22. februarja do 22. maja 2017.